# San Francisco–Oakland Bay Bridge
San Francisco–Oakland Bay Bridge – zespół dwóch mostów nad zatoką San Francisco w Kalifornii, łączących miasto San Francisco na zachodzie z Oakland na wschodzie. Przebiega nimi autostrada międzystanowa nr 80. Jest to jedna z dwóch przepraw mostowych wiodących do San Francisco (obok Golden Gate Bridge), wzniesionych w latach 30. XX wieku.
W 2000 roku średnio dziennie z mostów korzystało 324 tysiące pojazdów. Za przejazd w kierunku zachodnim pobierane jest myto.
Bay Bridge wpisany jest do Narodowego Rejestru Miejsc Historycznych (National Register of Historic Places).

## Historia
Pomysł budowy mostu mającego połączyć oba miasta zrodził się w XIX wieku, podczas kalifornijskiej gorączki złota. Pomysł ten wydawał się wówczas niemożliwy do zrealizowania zarówno ze względów technicznych, jak i finansowych, na co wpływ miała odległość między brzegami zatoki oraz jej głębokość (do 30 m). O konieczności jego budowy przesądzono w latach 20. XX wieku. Z przepraw promowych przez zatokę w 1928 roku skorzystało ponad 46 mln pasażerów, coraz powszechniejsze stawały się też samochody.
W 1926 roku władze stanowe powołały dyrekcję Toll Bridge Authority, której powierzono zadanie budowy przeprawy mostowej. Na głównego inżyniera, odpowiedzialnego za projekt i nadzór nad budową, mianowano Charlesa H. Purcella. Głównym konsultantem technicznym został Ralph Modjeski. Budowa rozpoczęła się w 1933 roku, a otwarcie mostów nastąpiło 12 listopada 1936 roku (pół roku przed otwarciem mostu Golden Gate). Do budowy wykorzystano 6% rocznej (1933) krajowej produkcji stali. Całkowity koszt budowy wyniósł 77 mln dolarów. Sfinansowana została przez emisję obligacji, spłaconych z przychodów z myta pobieranego od użytkowników mostów. 
W 1989 roku podczas trzęsienia ziemi Loma Prieta na moście wschodnim zapadł się 15-metrowy fragment górnego pokładu (zginęła jedna osoba). W następstwie tego incydentu podjęto działania mające na celu zwiększenie odporności przeprawy na wstrząsy sejsmiczne. W latach 1999–2004 wzmocniona została konstrukcja mostu zachodniego, natomiast w latach 2002–2013 wybudowano nowy most po stronie wschodniej, zastępując most oryginalny. Koszt budowy wyniósł niespełna 6,5 mld dolarów. W listopadzie 2013 roku rozpoczęto rozbiórkę starego mostu, która zakończona została w listopadzie 2017 roku.

## Konstrukcja
Na przeprawę składają się dwa mosty. Pierwszy prowadzi z zachodniego brzegu zatoki na, znajdującą się na jej środku, wyspę Yerba Buena, drugi – z tejże wyspy na wschodni brzeg. Na Yerba Buena mosty rozdzielone są około 500-metrowym odcinkiem drogi, wiodącej wydrążonym w skale tunelem oraz betonowym wiaduktem.
Most zachodni jest dwupoziomowym mostem wiszącym o długości 3141 m, wspartym na betonowej podporze umieszczonej w połowie jego długości. Po obu jej stronach znajdują się dwa stalowe pylony, na których zawieszone są główne przęsła mostu o długości 704 m każde. Pylony wznoszą się 160 m nad poziom wody, a sam most zawieszony jest na wysokości 67 m. W momencie otwarcia górnym poziomem mostu przebiegało sześć pasów ruchu dla samochodów osobowych (po trzy w każdym kierunku), a dolnym – jezdnia przeznaczona dla samochodów ciężarowych oraz tory tramwaju międzymiastowego. W 1958 roku, w obliczu narastającego ruchu samochodowego, tory zlikwidowano, a na obu poziomach mostu powstały pięciopasmowe, jednokierunkowe jezdnie (na poziomie górnym – w kierunku zachodnim, na dolnym – w kierunku wschodnim).
Oryginalny most wschodni, również dwupoziomowy, liczył 3102 m długości i miał konstrukcję mieszaną. Zasadnicza część miała konstrukcję wspornikową z jednym głównym przęsłem o długości 427 m. Pozostała część mostu miała konstrukcję kratownicową. Most zawieszony był 58 m nad poziomem wody.
Nowy most jest mostem wiszącym typu SAS z pojedynczym pylonem, na którym zawieszone jest główne przęsło o długości 386 m. Jego przedłużenie stanowi ponad dwukilometrowy odcinek wykonany z prefabrykowanych betonowych segmentów. Całkowita długość nowego mostu wynosi 3513 m. W odróżnieniu od poprzednika most jest jednopoziomowy – dwie pięciopasmowe jezdnie biegną obok siebie, a równolegle do nich przebiega ścieżka dla pieszych i rowerzystów.
Całkowita długość obu mostów, wraz z tunelem na wyspie Yerba Buena oraz podjazdami, wynosi 13,7 km, z czego 7,1 km przebiega nad wodą.

### Rekordy
W momencie oddania do użytku w 1936 roku główne przęsła mostu zachodniego rozpiętością ustępowały jedynie głównemu przęsłu mostu George Washington Bridge. Główne przęsło mostu wschodniego było trzecie wśród mostów wspornikowych (za Pont de Québec i Forth Bridge). Most ten był najdłuższym mostem wspornikowym na świecie, a jego fundamenty – osiadłe najgłębiej pod poziomem wody (74 m). Tunel na wyspie Yerba Buena był z kolei najszerszym tunelem wykonanym metodą drążeniową.
Nowy most wschodni ustanowił światowy rekord szerokości mostu (78,74 m) oraz rekord długości wśród mostów typu SAS.

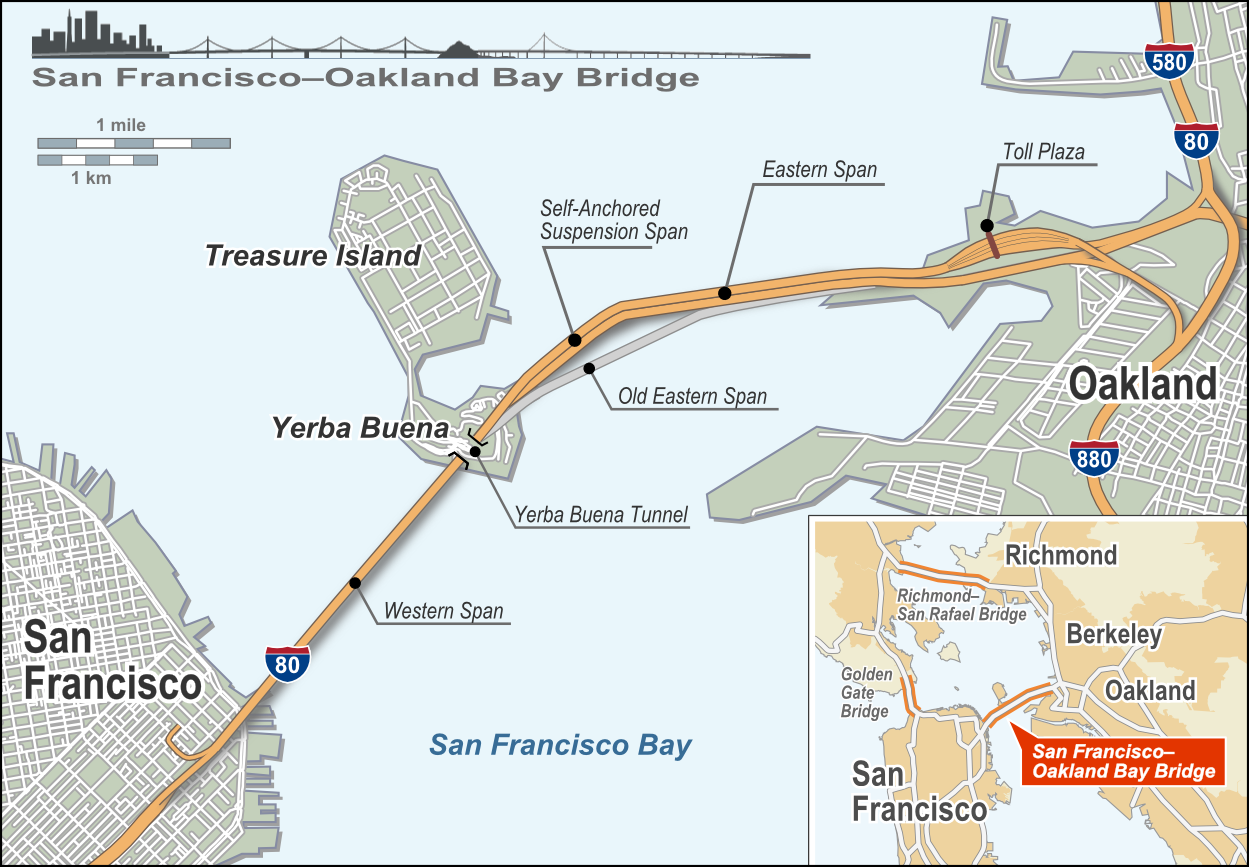
Mapa przedstawiająca przebieg mostów
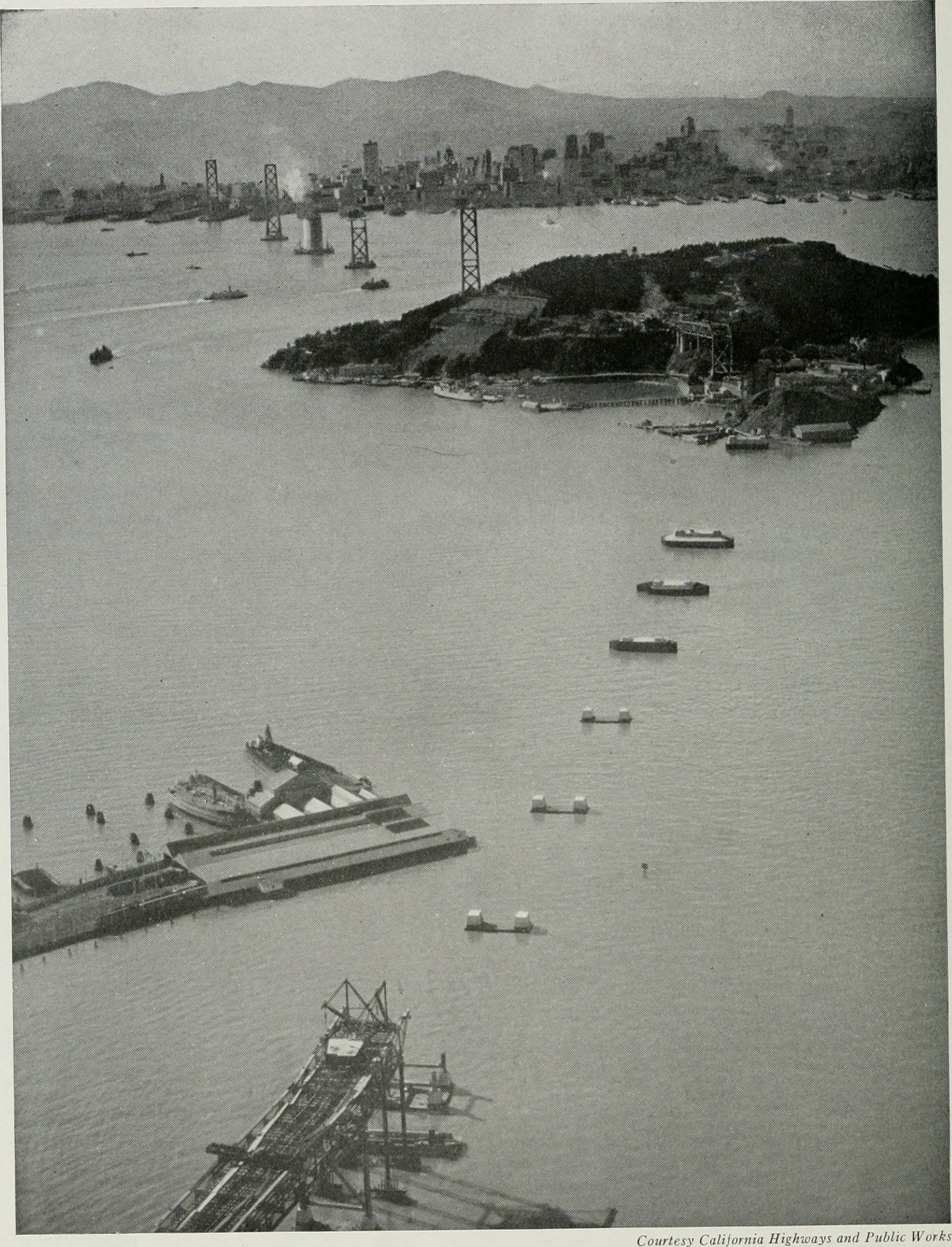
Bay Bridge w budowie (1934) – na pierwszym planie fundamenty mostu wschodniego, w tle San Francisco
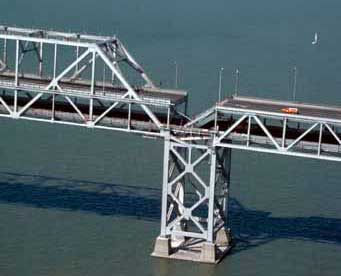
Most wschodni po trzęsieniu ziemi z 1989 roku
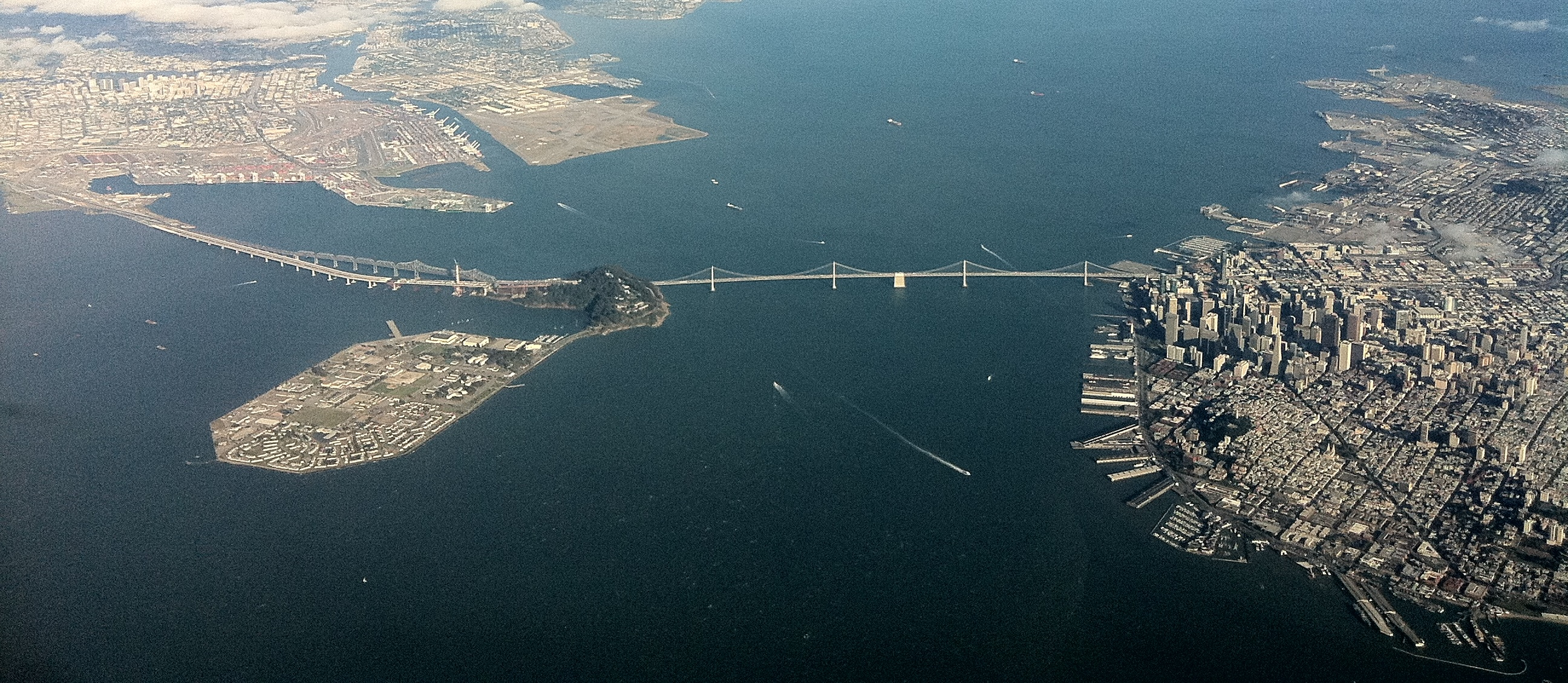
Bay Bridge z lotu ptaka (2011); z prawej most zachodni, z lewej oba mosty wschodnie (nowy most jeszcze w budowie)